# Жартытобе
Жартытобе (каз. Жартытөбе) — село в Сузакском районе Туркестанской области Казахстана. Административный центр Жартытобинского сельского округа. Находится примерно в 21 км к югу от районного центра, села Шолаккорган. Код КАТО — 515633100.

## Население
В 1999 году население села составляло 1463 человека (733 мужчины и 730 женщин). По данным переписи 2009 года, в селе проживали 1364 человека (688 мужчин и 676 женщин).